# Generační loď
Generační loď (nebo generační kosmická loď) je fiktivní hvězdolet cestující podsvětelnou rychlostí (nižší než rychlost světla ve vakuu) stovky až tisíce let ke hvězdám a díky tomu se na palubě střídají generace lidí.
Ve vědeckofantatické literatuře znamená toto téma specifické prostředí, v němž postupně další generace pasažérů zapomínají původní účel kosmického letu a degenerují. Vždy se však vyskytne jedinec, který s daným stavem není smířen.

## Generační lodě v literatuře
Příklady literárních děl, v nichž se vyskytují generační lodě:
- Robert Anson Heinlein: román Sirotci oblohy (Orphans of the Sky, 1963) – stěžejní dílo tohoto motivu ve vědeckofantastické literatuře. Skládá se ze dvou na sebe navazujících novelet původně vydaných v časopise Astounding Science Fiction v roce 1941: Universe (Vesmír) a Common Sense (Zdravý rozum). Jedná se o jedno z prvních zpracování tématu generační lodi, které ovlivnilo a inspirovalo i další spisovatele.[2] Idea existovala již dříve, Heinlein ji svým pojetím zpopularizoval.
- Clifford D. Simak: noveleta Pokolení, které dosáhlo cíle (Spacebred Generations, jiným názvem Target Generation, 1953)[2]
- Brian Aldiss: román Nonstop (1958)[2]
- Arthur C. Clarke: povídka Záchranný oddíl
- Harry Harrison: román Zajatý vesmír (Captive Universe, 1969)[2]
- Alexandr Kramer: povídka 999 (1976)
- Pavel Obluk: román Znamení duhy (2001)
- Stephen Baxter: povídka Mayflower II (2004)
- Bernard Werber: román Le Papillon des étoiles (2006)

## Generační lodě ve filmu
Příklady filmových děl, v nichž se vyskytují generační lodě:
- Symptom Pandorum (Pandorum) – americko-německý sci-fi horor z roku 2009